# Daniel Ruiz Rivera
Daniel Ruiz Rivera, né le 30 juillet 2001 à Bogota en Colombie, est un footballeur international colombien qui évolue au poste d'ailier gauche au Santos FC, en prêt des Millonarios FC.

## Biographie

### En club
Né Bogota en Colombie, Daniel Ruiz Rivera est formé par le Fortaleza FC. Il joue son premier match en professionnel le 2 février 2019, face au Patriotas Boyacá. Il entre en jeu lors de cette rencontre remportée par son équipe sur le score de trois buts à un.
Le 30 décembre 2020 est annoncé le transfert de Daniel Ruiz Rivera au Millonarios FC, sous forme de prêt d'un an avec option d'achat. Il joue son premier match sous ses nouvelles couleurs le 16 janvier 2021 contre l'Envigado FC, en championnat. Il entre en jeu à la place de Emerson Rodríguez et son équipe l'emporte par un but à zéro ce jour-là. Le 12 septembre 2021 il se fait remarquer en réalisant un doublé contre l'Atlético Bucaramanga. Auteur également d'une passe décisive ce jour-là, il contribue fortement à la victoire des siens par quatre buts à trois.
Après avoir marqué quatre buts et délivré huit passes décisives en 45 matchs, il est transféré définitivement au Millonarios en janvier 2022. Il s'impose alors progressivement, et reprenant le numéro 10 il s'affirme durant l'année 2022 en devenant un joueur clé de l'équipe. On l'annonce alors partant pour un club européen, notamment au FC Porto en mai 2022,.
Le 7 février 2023, Daniel Ruiz Rivera rejoint le Brésil et le Santos FC sous la forme d'un prêt jusqu'à la fin de l'année.

### En sélection
Daniel Ruiz Rivera est convoqué pour la première fois avec l'équipe de Colombie des moins de 20 ans en décembre 2020. Il reste toutefois sur le banc des remplaçants sans entrer en jeu lors de ce rassemblement.